# Georg Gulyás
Georg Gulyás, född 5 oktober 1968 i Säffle, är en svensk gitarrist och professor i gitarr vid MHI, Karlstads Universitet och Kungliga Musikhögskolan i Stockholm.

## Biografi
Georg Gulyás studerade 1986–90 vid Musikhögskolan i Malmö och 1998–2000 vid Juilliard School of Music i New York. Han har solistdiplom från École Normale de Musique i Paris 1997 och Kungliga Musikhögskolan i Stockholm 1998. Bland hans lärare kan nämnas Per-Olof Johnson, Göran Söllscher, Rolf la Fleur, Alberto Ponce och Sharon Isbin. 1987 erhöll Gulyás första pris i Karis Internationella Gitarrtävling och 1990 blev han uttagen till Rikskonserters projekt "Lansering 90". Han har gett konserter i Ryssland, Japan, USA och Latinamerika samt framträtt som solist med ett flertal svenska orkestrar bland annat Kungliga Filharmonikerna.
Gulyás har gjort flera skivinspelningar på skivbolaget Proprius/Naxos. Heitor Villa-Lobos Complete Works for Solo Guitar,  (PRCD2094 Proprius/Naxos 2022), Georg Gulyás plays Barrios (Proprius/Naxos 2021), Britten: Works for Voice and Guitar (Proprius/Naxos 2016), transkriptioner av J.S. Bachs samtliga verk för luta (Proprius/Naxos 2011, Proprius/Naxos 2012), The Genuine Proprius Sound, 2005 (Proprius/Naxos 2005), Moose Imitating Moss, tonsättarportätt av Anna Eriksson (2009), Guitar music from Latinamerica and Spain (Proprius/Naxos 2002). CD:n "Albèniz, Ponce, Tárrega" (Proprius/Naxos 2006) erhöll utmärkelsen "Best Instrumental Music" vid The 2006 Audiophile Recordings Awards, Hong Kong. 

## Solorepertoar (urval)
- Samtliga luttranskriptioner av Johann Sebastian Bach
- Recuerdos de la Ahlambra - Francisco Tárrega
- Capricho àrabe - Francisco Tárrega
- Asturias - Isaac Albeníz
- Gyermekeknek - Béla Bartók
- Preludium I-V - Heitor Villa-Lobos
- Nocturnal Op. 70 - Benjamin Britten
- Etudes Simples - Leo Brouwer
- Sonata - Leo Brouwer
- El Decamaron Negro - Leo Brouwer
- Etudes Simples - Leo Brouwer[4]

### Stycken tillägnade och uruppförda av Gulyás
- GO - Stefan Pöntinen
- Three japanese songs - Moto Osada
- On tour - Ylva Skog
- Lullabyesque - Gustav Alexandrie
- Herd's lullaby - Miklós Maros
- Inas vaggvisa - Mauro Godoy Villalobos
- Fancy - Zoltan Gaal
- Preludium no.12 - Johan Hammerth
- Kupé : fyra gitarrduetter - Simon Stålspets[5]